# Len Tao
Len Tao (道 蓮 Tao Ren?) es un personaje ficticio del anime y manga Shaman King.

## Características e historia
Len Tao es un chamán proveniente de China (Kishuu) que viajó a Japón para combatir con Yoh Asakura. El principio del manga y anime, Ren tiene 13 años de edad.
Es un chico muy serio que se enfurece con facilidad y le cuesta trabajo expresar sus sentimientos, por lo que a veces se torna tímido. 
Esto se debe a que cuando era niño, su padre le creó un odio hacia los seres humanos, le hizo creer que “los humanos son seres sin sentido los cuales no merecen permanecer en este mundo”. Así, Ren entró al torneo de chamanes para cumplir este deseo.
En el anime, casi muere defendiendo a Horo Horo y es revivido por el poder de Fausto, Chocolove y Ryu, mientras que en el manga el muere a manos de los hombres de Hao y es revivido por un beso de Shamash, el espíritu acompañante de la doncella Jeanne.

## Técnicas

### Técnicas de ataque
- Golden Chuuka Zanmai: Len utiliza esta técnica cuando efectúa la fusión de almas, consiste en mover la lanza que lleva muy rápidamente hacia el frente, haciendo un ataque cortante difícil de esquivar.
- Chou Golden Chuuka Zanmai: Evolución de la técnica anterior, solo que esta es más poderosa y tiene un mayor rango de alcance, se utiliza con la posesión de objetos y con la gran posesión de objetos.
- Bason Golden Punch and Chou Hipper Golden Chuuka Zanmai: Estas técnicas se efectúan cuando Len posesiona su lanza, formando una figura de la mitad superior de Bason, es un golpe poderoso ya que causa una explosión, también se puede usar con la gran posesión de objetos.

### Posesión de almas
- Fusión de almas: Len se posesiona con el alma de Bason, obteniendo la fuerza y habilidades de este. También la utilizó para posesionar su caballo.
- Oversoul: Con esta Len posesiona un objeto en específico, al comienzo posesionaba la lanza de la cuchilla dorada, pero después posesiona la espada sagrada Hou Rai Ken, puede variar los tamaños de la posesión con su energía espiritual. Mientras más pequeña sea la posesión, más resistencia posee, pero vez menos rango de ataque.
- Super Oversoul: Cuando Len posesiona a Hou Rai Ken, puede hacer la gran posesión de objetos, formando una figura gigante de Bason, con la que utiliza otras técnicas.

## Curiosidades
- En su cabello tiene un pico que, cuando se enfurece, aumenta su tamaño. Y una vez lo usó para picar a Yoh después de su pelea.
- A pesar de ser alguien muy serio y que se enfurece con facilidad, también es muy tímido y le cuesta trabajo expresar sus sentimientos y se sonroja, por lo que en fanfics y  fanarts se le relaciona con Horokeu Usui
- Al final del manga y del anime 2021 se sabe que concibió un hijo con Jeanne, La Doncella de Hierro, líder de los X-Laws, llamado Men Tao, tiene el color de ojos y cabello de su madre (rojos y plateado, respectivamente) y la forma del pelo de su padre, aunque se ve más lacio.